# 9 Lives (álbum de AZ)
9 Lives es el tercer álbum del rapero AZ y editado en 2001. Fue producido por Motown. La mayoría de sus fanes lo consideran su peor álbum hasta la fecha, porque creen que la producción del disco y las letras de AZ eran suaves y no originales. En conjunto, 9 Lives muestra que AZ se esfuerza más por conseguir un estilo más radio-amigable para quedarse con su productora en vez de ser expulsado de su contrato en igual forma que en el pasado. El sencillo "Problemas" presentó una muestra de la canción de DeBarge "All This Love".

## Lista de canciones
1. Intro - Introducción
2. What Cha Day About (Featuring Ali Vegas) - Que hay de aquel día - con Ali Vegas
3. I Don't Give A Fuck - No me interesa (en un lenguaje muy soez imposible de traducir explícitamente)
4. At Night - En la noche
5. AZ's Back - El regreso de AZ
6. Problems - Problemas
7. Everything's Everything - Todo es todo
8. That's Real (Featuring Beanie Sigel) - Eso es real (con Beanie Sigel)
9. What Y'all Niggas Want (Featuring Foxy Brown) - Lo que todos los Niggas desean
10. Let's Toast - Brindemos
11. How Many Wanna (Featuring Amil) - Lo que muchos desean
12. Love Me - Amame
13. Quiet Money TBS - Dinero fácil TSB
14. Outro - Outro[2]